# Dyveke Sigbritsdatter
Dyveke Sigbritsdatter (née vers 1490 à Amsterdam et morte le 21 septembre 1517 à Copenhague) est la maîtresse de Christian II de Danemark.

## Biographie
Dyveke est issue d'une famille de marchands d'Amsterdam. On connaît seulement le prénom de son père, Nicolaus. Le nom de Dyveke est dérivé par sa mère, Sigbritsdatter signifie en danois "fille de Sigbrit". Son nom est même souvent omis. Le prénom "Dyveke" en moyen néerlandais "colombe".
Dyveke et sa mère veuve Sigbrit Villoms (aussi Willums ou Villomsdatter, "fille de Villom") quittent les Pays-Bas pour Bergen (Norvège). D'après Hans Svaning, historien danois du XVIe siècle, le chancelier royal Erik Valkendorf (da) rencontre Dyveke sur son stand au marché de Bergen. Il la présente à Christian, alors vice-roi de Norvège, au cours d'une fête. Valkendorf regrettera avoir organisé cette rencontre. Dans la nuit, Christian et Dyveke couchent dans le même lit. Cette rencontre se serait produite en 1507 (plutôt qu'en 1509).
Christian construit à Oslo une maison pour Dyveke et sa mère. En 1513, quand il devient roi du Danemark, il lui donne un appartement dans le château de Hvidøre, près de Copenhague. En 1516, il lui achète une ferme près de ce château. Il reste en relation avec elle même après son mariage avec Isabelle d'Autriche en 1515, malgré la désapprobation des ambassadeurs. En 1516 l'empereur allemand, Maximilien Ier du Saint-Empire, le grand-père d'Isabelle, menace ouvertement Christian s'il ne se sépare pas de sa maîtresse.
En 1517, Dyveke meurt subitement. On pense qu'elle a mangé des cerises empoisonnées. Sa mère pense qu'Erik Valkendorf, devenu en 1510 archevêque de Trondheim, est à l'origine de l'assassinat. Par contre, Christian II croit qu'il s'agit de Torben Oxe car elle lui a refusé ses avances. Le conseil royal du Danemark ne le croit pas et acquitte Torben Oxe. Christian II refait un procès, trouve un paysan qui accuse Torben Oxe et décapite ce membre de la noblesse. La mort de Dyveke devient une affaire politique puisque le roi Christian II s'est opposé au conseil.
Après la mort de Dyveke, sa mère Sigbrit conserve une attention auprès de Christian. Elle a ses secrétaires et veille aux affaires du royaume. De nombreux nobles s'opposent à elle, puis l'opinion publique l'accuse d'avoir une responsabilité dans le Bain de sang de Stockholm en 1520. À la chute de Christian II de Danemark en 1523, Sigbrit fuit aux Pays-Bas. Un document dit qu'en 1532, elle est emprisonnée à Vilvorde et serait bientôt exécutée pour sorcellerie.
Dyveke est enterrée au cimetière carmélite d'Elseneur où se trouve toujours sa tombe. Selon la légende, longtemps il n'y eut pas de pierre tombale afin que les honnêtes gens puissent la piétiner. Un fragment de la pierre tombale de la mère Sigbrit est au Musée national du Danemark.

## Adaptation artistique et littéraire

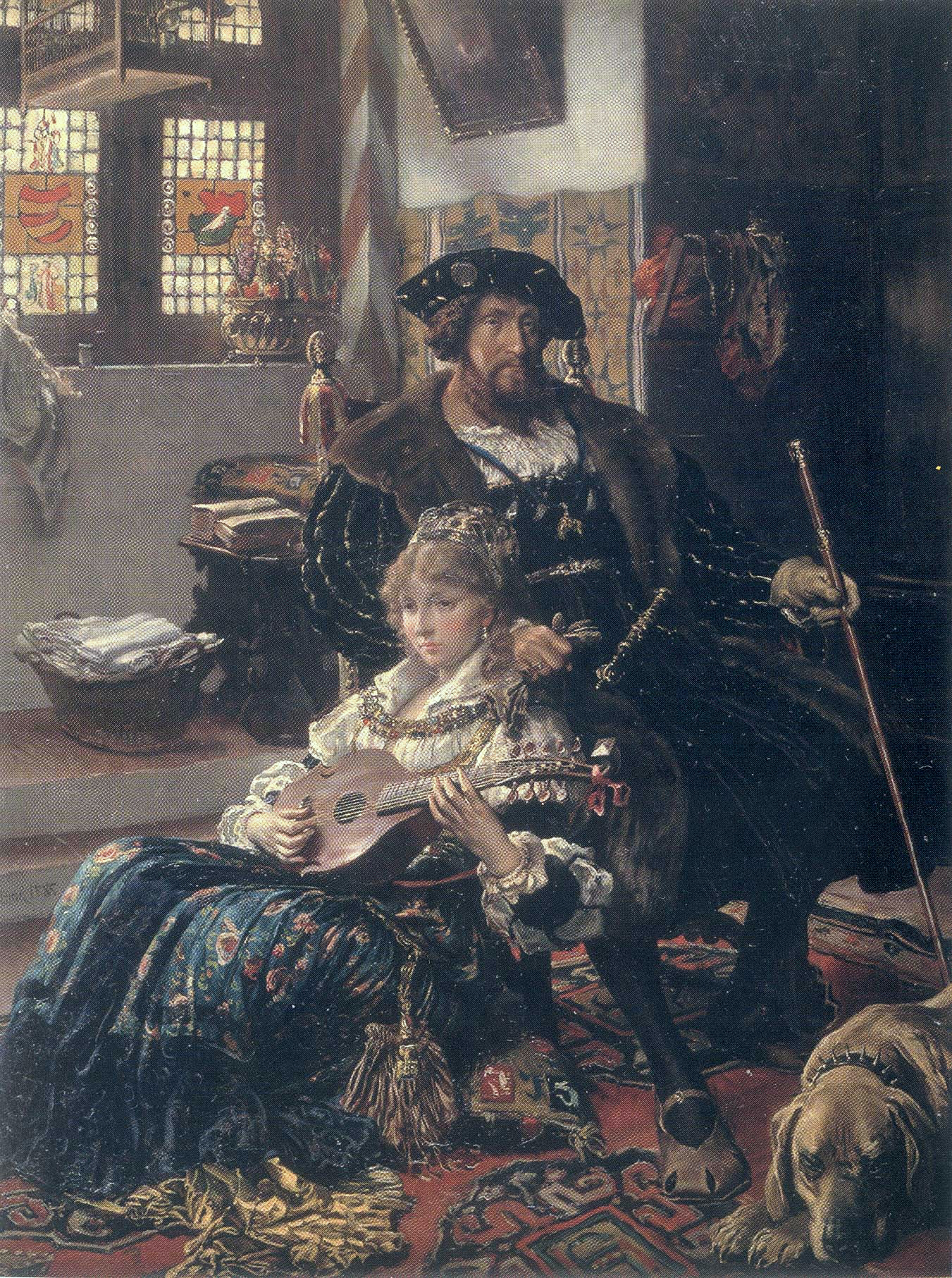
Vilhelm Rosenstrand, Christian II du Danemark et Dyveke, 1885

L'histoire de Dyveke fut traitée en peinture et en littérature essentiellement dès la fin du XVIIIe siècle au Danemark et aussi en Allemagne. Ole Johan Samsøe (da) écrit une tragédie en cinq actes Dyveke (1796), traduite en allemand par Daniel Manthey (1798). Le poète Sophus Claussen célèbre cette femme dans Dyveke.
Elle fera ensuite l'objet de romans historiques : Johannes Carsten Hauch (Wilhelm Zabern, 1834), Hermann Marggraff (Das Täubchen von Amsterdam, 1839), Friedrich von Riekhoff (Düveke, 1842), Ida Frick (Sybrecht Willms, 1843), Salomon Hermann Mosenthal (Düweke, 1860), F. M. Fellmann (Dyveke, 1947), Brigitte Raskin (Hartenheer, 2001). Leopold Schefer, Karl August von Witzleben (de) en ont fait des nouvelles et Ernst Hermann Münch (de), une étude biographique.
Dyveke est le sujet de nombreux tableaux du XIXe siècle comme le peintre Vilhelm Rosenstrand (1885) qui la représente jouant de la luth près de Christian. Par ailleurs, une peinture historique a été retrouvée dans l'église Sainte-Marie d'Elseneur où elle présente une femme pécheresse dans un portrait de Christian en un retable du XVIe siècle.
Enfin elle fait l'objet de chansons : Holger Drachmann écrit un recueil de poèmes que Peter Heise met en musique. Le compositeur danois Johan Bartholdy crée un opéra en 1899.

## Source, notes et références
- (de) Cet article est partiellement ou en totalité issu de l’article de Wikipédia en allemand intitulé « Dyveke Sigbritsdatter » (voir la liste des auteurs).